# Ружанка
Ружа́нка (бел. Ружа́нка) — река в Пружанском районе Белоруссии, правый приток Зельвянки. Длина реки — 19 км, площадь её водосбора — 237 км². Средний уклон водной поверхности — 1,2 ‰.
Исток реки находится южнее деревни Лососин в 10 км к югу от посёлка Ружаны. Река течёт на север, первые километры преодолевает по лесу, затем выходит на безлесую частично заболоченную местность. Русло на протяжении 11,4 км перед устьем канализировано. В маловодные годы пересыхает в верховьях. Принимает сток из небольших речек и каналов.
Притоки — Мутьвица, Поплава (правые); Колода, Черешинка, Лобянка (левые).
Крупнейший населённый пункт на реке — посёлок Ружаны, река протекает по его западной окраине. Помимо него на реке стоят деревни Лососин, Байки, Караси, Воля. У деревни Лососин на реке плотина и запруда.
Впадает в Зельвянку у деревни Заполье чуть ниже плотины озера Паперня.